# 池田晶子 (文筆家)
池田 晶子（いけだ あきこ、1960年8月21日 - 2007年2月23日）は、日本の哲学者、文筆家。東京都港区出身。本名:伊藤晶子(いとう あきこ)、旧姓:池田(いけだ)。
専攻は哲学。専門用語にたよらず日常の言葉によって「哲学するとはどういうことか」を語り続けた。著書に『帰ってきたソクラテス』(1994年)、『14歳からの哲学』(2003年)など。

## 来歴・人物
港区立御田小学校、港区立港中学校（現：港区立三田中学校、慶應義塾女子高等学校を経て、慶應義塾大学文学部哲学科倫理学専攻を卒業。高校時代は登山に熱中する。大学時代、哲学者木田元に師事する。アルバイトとしてファッション雑誌『JJ』の読者モデルを務める。これにより経済的にも自立し、進路を巡って両親との葛藤もあり、在学中に一人暮らしを始めるようになる。卒業後は企業への就職はせず、モデル事務所に籍をおく。このとき『文藝』の校正の仕事をしたのがきっかけとなり文筆活動に専念するようになる。埴谷雄高との交流をきっかけに『最後からひとりめの読者による埴谷雄高論』（河出書房新社、1987年）を上梓。
古代ギリシアの哲学者ソクラテスの対話篇を現代に復活させた『帰ってきたソクラテス』（新潮社）シリーズや、中学生・高校生向けに語りかけ的文体で書いた哲学の入門書『14歳からの哲学―考えるための教科書』（トランスビュー）などを上梓。
亡くなる直前のハンス・ゲオルク・ガダマーとドイツで対談したこともある。
旧姓によって文筆活動を行い、夫とは、子供は絶対に産まないという条件で結婚したとされる。
晩年は『週刊新潮』の「人間自身」、『サンデー毎日』で「暮らしの哲学」を連載するほか、『Hanako』で人生相談の回答者としても登場していた。
2007年2月23日、腎臓がんのため46歳で逝去。『週刊新潮』連載の「人間自身」最終回「墓碑銘」は死後掲載となった。
没後、夫の伊藤實を理事長としてNPO法人「わたくし、つまりNobody」が設立され、（池田晶子記念）わたくし、つまりNobody賞が創設された。

## 主な著書
- 『最後からひとりめの読者による埴谷雄高論』（河出書房新社、1987年）
- 『事象そのものへ!』（法藏館、1991年）（2010年2月にトランスビューより『事象そのものへ！[新装復刊]』として改版）
- 『メタフィジカ!』（法藏館、1992年）
- 『帰ってきたソクラテス』（新潮社、1994年・文庫化：2002年）
- 『考える人 口伝西洋哲学史』（中央公論社、1994年　文庫化：1998年）
- 『オン! 埴谷雄高との形而上対話』（講談社、1995年）
- 『悪妻に訊け 帰ってきたソクラテス』（新潮社、1996年・文庫化『ソクラテスよ、哲学は悪妻に訊け』に改題：2002年）
- 『メタフィジカル・パンチ 形而上より愛を込めて』（文藝春秋、1996年・文庫化：2005年2月）
- 『睥睨するヘーゲル』（講談社、1997年）
- 『さよならソクラテス』（新潮社、1997年・文庫化：2004年）
- 『考える日々』（毎日新聞社、1998年）
- 『残酷人生論 あるいは新世紀オラクル』（情報センター出版局、1998年）（2010年11月に毎日新聞社より増補改版）
- 『死と生きる 獄中哲学対話』（共著/新潮社、1999年）
- 『魂を考える』（法藏館、1999年）
- 『考える日々II』（毎日新聞社、1999年）
- 『考える日々III』（毎日新聞社、2000年）
- 『REMARK』（双葉社、2001年）（2007年にトランスビューより『リマーク 1997-2007』として増補改版）
- 『2001年哲学の旅』（新潮社、2001年）
- 『ロゴスに訊け』（角川書店、2002年）
- 『14歳からの哲学-考えるための教科書』（トランスビュー、2003年）
- 『あたりまえなことばかり』（トランスビュー、2003年）
- 『新・考えるヒント』（講談社、2004年）
- 『41歳からの哲学』（新潮社、2004年）
- 『勝っても負けても 41歳からの哲学』（新潮社、2005年）
- 『人生のほんとう』（トランスビュー、2006年）
- 『知ることより考えること』（新潮社、2006年）
- 『14歳の君へ どう考えどう生きるか』（毎日新聞社、2006年12月）
- 『君自身に還れ-知と信を巡る対話』（大峯顕との共著/本願寺出版社、2007年） ISBN 4894163772
- 『人間自身 考えることに終わりなく』（新潮社、2007年）
- 『暮らしの哲学』（毎日新聞社、2007年）
- 『リマーク 1997-2007』（トランスビュー、2007年）（双葉社『REMARK』の増補改版）
- 『人生は愉快だ』（毎日新聞社、2008年）
- 『魂とは何か さて死んだのは誰なのか』（トランスビュー、2009年）
- 『私とは何か さて死んだのは誰なのか』（講談社、2009年）
- 『死とは何か さて死んだのは誰なのか』（毎日新聞社、2009年）
- 『No.8 教学シンポジウム『生死を問う -何のために生きるのか-』』（共著/本願寺出版社）
- 『無敵のソクラテス』（新潮社、2010年）（新潮社のソクラテス3部作を合本し、単行本/文庫本未収録原稿を増補したもの）

## （池田晶子記念）わたくし、つまりNobody賞
個別の作品ではなく人物に授与する賞である。NPO法人「わたくし、つまりNobody賞」の会員が事務局に推薦した候補者または、投稿作品を添えて自身を推薦した候補者の中から、賞の創設関係者等を中心とする会員の選考メンバーが授賞者を決定する（選考メンバーの氏名は明らかにされていない）。同法人によれば、会員の推薦を前提に選考することは、この賞がNPOの非営利活動の一環として行なわれている顕彰であることを示すものであり、他の文学賞と大きく異なる部分である。顕彰は年1回、初春に発表し、3月3日に表彰式および講演会を行う。「ジャンルを問わず、ひたすら考えること、それを言葉で表わし、結果として新たな表現形式を獲得しようとする人間の営みに至上の価値を置くもの」とされている。

### 受賞者
- 第0回（2007年）：池田晶子[注釈 3]
- 第1回（2008年）：川上未映子
- 第2回（2009年）：大竹伸朗
- 第3回（2010年）：古処誠二 / 【特別賞】杉原美津子
- 第4回（2011年）：大澤信亮
- 第5回（2012年）：大野更紗
- 第6回（2013年）：宮内悠介
- 第7回（2014年）：宇田智子
- 第8回（2015年）：ヨシタケシンスケ
- 第9回（2016年）：武田砂鉄
- 第10回（2017年）：栗原康
- 第11回（2018年）：金子薫
- 第12回（2019年）：小佐野彈[7]
- 第13回（2020年）：伊藤亜紗
- 第14回（2021年）：上間陽子[8]
- 第15回（2022年）：荒井裕樹[9]
- 第16回（2023年）：町田樹[10]
- 第17回（2024年）：永井玲衣[11]